# Jochen Fraatz
Jochen Fraatz, nemški rokometaš, * 14. maj 1963, Cuxhaven.
Leta 1984 je na poletnih olimpijskih igrah v Los Angelesu v sestavi zahodnonemške rokometne reprezentance osvojil srebrno olimpijsko medaljo.
Čez osem let je v sestavi nemške reprezentance osvojil 10. mesto.